# Dirk Koopman
Dirk Koopman (* 2. Mai 1963) ist ein ehemaliger US-amerikanischer Basketballspieler.

## Leben
Koopman, ein 2,03 Meter großer Centerspieler, gehörte als Jugendlicher der Basketballmannschaft der Northbridge High School in der Stadt Whitinsville (US-Bundesstaat Massachusetts) an, von 1982 bis 1986 spielte er an der University of New Hampshire in der ersten NCAA-Division und brachte es auf insgesamt 1023 Punkte, womit er am Ende seiner Universitätslaufbahn auf dem zwölften Rang der ewigen Korbjägerliste der Hochschulmannschaft lag. Mit 726 Rebounds schaffte er es sogar auf den dritten Platz in der Bestenliste der University of New Hampshire.
In Koopmans einziger Saison als Profi wurde er mit dem MTV Gießen 1986/87 unter anderem an der Seite von Henning Harnisch, Pat Elzie und Michael Koch Dritter der Basketball-Bundesliga. Er erzielte in zehn Spielen für Gießen im Schnitt 9 Punkte, danach kehrte er in seine Heimat zurück und stieg ins Familienunternehmen, einen Baustoff- und Gartenbedarfshandel, ein. Zudem betreute er die Basketballmannschaft der Whitinsville Christian School als Trainer.